# سينثيا لاين
سينثيا لاين (بالإنجليزية: Cynthia Layne)‏ هي عازفة الجاز ومغنية مؤلفة وملحنة أمريكية، ولدت في 27 فبراير 1963 في دايتون في الولايات المتحدة، وتوفيت في 18 يناير 2015 في إنديانابوليس في الولايات المتحدة.

## وصلات خارجية
- الموقع الرسمي
- سينثيا لاين على موقع ميوزك برينز (الإنجليزية)
- سينثيا لاين على موقع أول ميوزيك (الإنجليزية)
- سينثيا لاين على موقع ديسكوغز (الإنجليزية)